# Autonomie
Autonomie of zelfbeschikking, ook zelfbestuur (politiek) of zedelijke zelfstandigheid (individueel), is de vrijheid en het vermogen van een entiteit, bijvoorbeeld een individu, organisatie of natie, om zelfstandig, zonder externe dwang beslissingen te nemen. Het begrip komt voor in politiek, juridisch, filosofisch, geneeskundig, moreel en psychologisch verband. Bij uitbreiding wordt het begrip autonomie in overdrachtelijke zin daarnaast gebruikt in de techniek, fysiologie en de beeldende kunst. Het tegenovergestelde van individuele, morele zelfstandigheid werd door de Duitse filosoof Immanuel Kant heteronomie genoemd: een gebrek aan wilsvrijheid dat individuele ontplooiing in de weg staat.

## Etymologie
De term is afgeleid van het neologisme (1751) αυτονομία: autonomía < αυτόνομος (1751) autónomos, geregeerd door eigen wetten, uit de Oudgriekse woorden αυτος autos zelf en νόμος nomos wet.

## In politiek en staatsrecht
In de politiek en het staatsrecht is autonomie hetzelfde als politieke zelfbeschikking: een onafhankelijke beslissings- en wetgevingsbevoegdheid. Iedere nationale staat is per definitie autonoom of soeverein. Binnen een staat hangt bestuurlijke autonomie van de verschillende landsdelen direct samen met de mate van decentralisatie: hoe meer decentralisatie, hoe politiek zelfstandiger de deelentiteiten staan ten opzichte van de centrale regering. Binnen een eenheidsstaat worden alle belangrijke beslissingen in de hoofdstad genomen, Frankrijk is vanouds een centralistisch geregeerd land. Tegenover de eenheidsstaat staat de confederatie of statenbond, bijvoorbeeld de voormalige Duitse bond, een samenwerking van (deel)staten die samen een staat vormen, waarbij zo min mogelijk zaken centraal geregeld zijn. Tussen deze twee uitersten ligt de federale staat, bijvoorbeeld het huidige Duitsland. De mate van autonomie van de verschillende landsdelen binnen een staat hangt mede samen met geschiedenis, cultuur, en etnische samenstelling. Zo hebben de twee eilanden Sicilië en Sardinië binnen het verder centralistisch geregeerde Italië een grotere autonomie dan de overige landsdelen.
Met het uiteenvallen van de Sovjet-Unie zijn voormalige deelstaten als Oezbekistan, Kazachstan, Oekraïne en Georgië zelfstandige nationale staten geworden. In sommige voormalige Sovjetstaten leidde het streven naar zelfstandigheid tot (burger)oorlog, met name in de Russische deelrepublieken Tsjetsjenië en Ingoesjetië, de Azerbeidzjaanse regio Nagorno-Karabach en de Georgische gebieden Abchazië en Zuid-Ossetië.

## In het recht
In de rechtspraktijk verwijst de term handelingsbekwaamheid naar de psychologische geschiktheid van een individu om - als natuurlijk persoon - zelfstandig (autonoom) rechtshandelingen te verrichten.

## In (medische) ethiek, geneeskunde en psychologie
Autonomie is ook een belangrijk begrip in de ethiek, geneeskunde, medische ethiek en psychologie. In deze context slaat het op het recht of de mogelijkheid van het individu, bijvoorbeeld als patiënt, om zelf te bepalen wat er met hem/haar moet gaan gebeuren. Een voorwaarde om autonoom te kunnen zijn is het erkennen dat persoonlijke mogelijkheden begrensd zijn en dat de omgeving grenzen stelt. Wie binnen die grenzen de kwaliteit bezit het eigen leven vorm te geven kan als autonoom worden betiteld.

## Individuele zelfbeschikking als universele basisbehoefte
Vanuit de zelfbeschikkingstheorie is er internationaal onderzoek gedaan naar autonomie(gevoel) als universele basisbehoefte van de mens. Daaruit kwam naar voren dat menselijke motivatie, en daarnaar handelend optreden, samenhangen met de mate waarin iemand het gevoel heeft autonoom te zijn. Een gebrek aan een mate van zelfbeschikking belemmert de intrinsieke motivatie van een persoon, bijvoorbeeld in de werksituatie. Het motiveren van mensen met behulp van belonen en straffen zou hun autonomiebehoefte tekortdoen en zo hun motivatie en effectiviteit doen afnemen. Een gevoel van autonomie blijkt een belangrijke factor in het welbevinden van mensen.

## Autonomie in verschillende contexten
- Het oosters christendom kent geen equivalent van de rooms-katholieke paus, de nationale kerken zijn er autonoom; zie autocefalie.
- Een stroming binnen antiglobalistische, anarchistische en krakerskringen die een (ondergrondse) tegencultuur en autarkie nastreven: de autonomen.
- In de techniek staat autonomie voor het zelfstandig functioneren van apparaten, zonder externe energiebronnen en/of besturingssignalen. Een autonome robot beweegt en neemt beslissingen volledig onafhankelijk. De techniekfilosofie is het filosofisch vakgebied dat zich bezighoudt met de maatschappelijke (culturele) gevolgen van automatisering en robotisering.
- In de beeldende kunst betekent autonomie dat de kunstenaar het werk als een zelfstandige entiteit ziet. Het kunstwerk is geen product of verlengstuk van de maker, maar een opzichzelfstaand, autonoom iets. Het kunstwerk moet worden beoordeeld op grond van kwaliteiten die in het werk zelf aanwezig zijn, bijvoorbeeld technische aspecten. Hierdoor komt het kunstwerk op zichzelf te staan, los van een expressief geladen input van de kunstenaar of van betekenis voor het publiek. Verwant hiermee is in de literatuurkritiek de vorm of vent-discussie, over de vraag of het literaire werk moet worden gezien in de context van de persoon en de levensloop van de schrijver, of dat het, als autonome entiteit, er geheel los van staat.
- In de dierfysiologie verwijst het autonome (of onwillekeurige) zenuwstelsel naar het deel van het zenuwstelsel dat zich onttrekt aan de menselijke wil, en dat het gladde spierweefsel bedient, dat onder andere aanwezig is in de darmwand, waar het zorgt voor de peristaltiek. Hiertegenover staat het somatische (of willekeurige) zenuwstelsel, dat de mens bewust kan controleren, en dat de skeletspieren en de zintuigen innerveert.